# Изложба „Простор” (1986)
Изложба „Простор” се одржала у периоду од 8. до 30. априла у галерији Удружења ликовних уметника Србије, у улици Масарикова 4, и од 1. јула до 31. августа 1986. године поред зеленог појаса купалишта Језеро на Ади Циганлији у Београду.

## Жири
Експонате за изложбу је одабрао жири у саставу:
- Олга Јанчић, вајар и председник жирија
- Милија Глишић, вајар
- Александар Ђурић, сликар и ликовни критичар
- Татјана Јакшић, архитекта
- Владимир Комад, вајар
- Борислава Недељковић Продановић, вајар
- Љиљана Поповић, историчар уметности

## Излагачи
1. Милун Видић
2. Сабрина Максимовић
3. Душан Марковић
4. Мице Попчев
5. Ставрос Попчев
6. Славољуб Радојчић
7. Душан Русалић
8. Милорад Ступовски
9. Томислав Тодоровић